# 山神

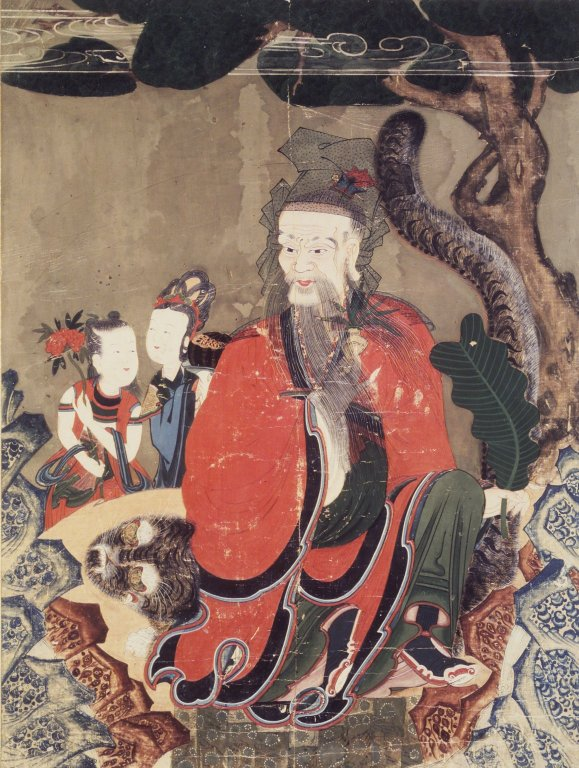
山神

山神，在一些人類的宗教信仰中，認為自然界充滿神靈。當然山岳亦不例外，尤其崇山峻嶺，更為人所崇拜。在春秋時代，孔子之母顏徵在向尼山神祈禱，而生孔子。戰國時代，楚國文豪屈原在《楚辭.九歌》中，即有〈山鬼〉一篇，意即山的神靈。宋玉的文章中，甚至記載楚懷王曾夢見與巫山神女幽會。
在中國，山神信仰不少，其中著名的有東嶽大帝等五嶽大帝，還有神魔小說中時常出現的泰山老母、驪山老母，也有不少山神信仰與人鬼信仰混合，如安徽廣德祠山的祠山王；江蘇南京蔣山的蔣王；浙江杭州金龍山的金龍大王；福建武夷山的武夷君；閩南泉州惠安縣青山的青山灵安尊王；南安縣樂山的樂山通遠王；廣東潮州揭陽縣的三山國王等。許多山神神尊為將領造型，戎裝按劍，持節提鞭；少數則為文官打扮，錦袍玉帶，楚楚衣冠。
漢字文化圈以外國家也有山神信仰，如印度教著名的雪山神女，即是喜馬拉雅山山神之女。